# Kimmer Coppejans
Kimmer Coppejans (Oostende, 7 februari 1994) is een tennisser uit België.

## Carrière
Kimmer Coppejans startte op vijfjarige leeftijd met tennissen. Op achtjarige leeftijd werd hij ontdekt door de VTV, waarna hij geselecteerd werd om gewestelijke trainingen te volgen. Op zijn negende mocht hij naar de Tennis- en Studieschool te Wilrijk. Toen hij twaalf was, werd hij Belgisch kampioen. Hierdoor mocht hij meetrainen onder de A-trainers. Nadien won hij nog drie Europese toernooien voor - 14-jarigen.
Bij de junioren liet hij reeds opmerkelijke prestaties optekenen. In januari 2012 bereikte hij de derde ronde van het Australian Open, in juni van dat jaar won hij de finale van Roland Garros. Hij was de tweede mannelijke Belg die een grandslamtoernooi bij de junioren kon winnen. Jacky Brichant ging hem in 1947 voor, ook op Roland Garros. In juli 2012 veroverde Kimmer Coppejans in het Zwitserse Klosters-Serneus de Europese titel bij de junioren. Hij kwam daarmee op de eerste plaats van de wereldranking voor junioren.
Op 16 juni 2012 maakte hij zijn debuut op het profcircuit, in de kwalificaties van het ATP-toernooi van Rosmalen. In december werd hij verkozen tot Sportbelofte van het Jaar 2012.
In september 2014 won Coppejans zijn eerste challengertoernooi, door in de finale in het Marokkaanse Meknes de Fransman Lucas Pouille te verslaan. In totaal won Coppejans tot op heden drie challengers. In mei 2015 wist Coppejans zich voor het eerst via het kwalificatietoernooi te plaatsen voor de hoofdtabel van een grandslamtoernooi, te weten Roland Garros.
In juli 2015 mocht Coppejans voor het eerst aantreden in de Davis Cup. Samen met Ruben Bemelmans bezorgde hij zijn land een derde punt tegen Canada, waardoor België zich plaatste voor de halve finales. Later won hij ook nog een enkelspelwedstrijd.

## Palmares

### Enkelspel
| Nr.                      | Datum      | Toernooi             | Ondergrond | Tegenstander in finale   | Score            |          |
| ------------------------ | ---------- | -------------------- | ---------- | ------------------------ | ---------------- | -------- |
| Gewonnen challengers     |            |                      |            |                          |                  |          |
| 1.                       | 15-09-2014 | Meknes               | Gravel     | Lucas Pouille            | 4-6, 6-2, 6-2    | $ 42.500 |
| 2.                       | 09-03-2015 | Kanton               | Hard       | Roberto Marcora          | 7-6, 5-7, 6-1    | $ 50.000 |
| 3.                       | 13-04-2015 | Mersin               | Gravel     | Marsel İlhan             | 6-2, 6-2         | $ 42.500 |
| Verloren challengers     |            |                      |            |                          |                  |          |
| 1.                       | 27-04-2015 | Turijn               | Gravel     | Marco Cecchinato         | 2-6, 3-6         | $ 42.500 |
| 2.                       | 23-06-2019 | Blois                | Gravel     | Pedro Sousa              | 6-4, 3-6, 6-7(4) | $ 46.600 |
| Gewonnen futures         |            |                      |            |                          |                  |          |
| 1.                       | 24-06-2013 | Havré                | Gravel     | Boy Westerhof            | 7-6, 6-1         | $ 10.000 |
| 2.                       | 15-07-2013 | Westende             | Gravel     | Yannik Reuter            | 6-2, 6-2         | $ 15.000 |
| 3.                       | 23-07-2013 | Knokke-Heist         | Gravel     | Julien Cagnina           | 7-6, 4-6, 6-1    | $ 10.000 |
| 4.                       | 29-07-2013 | Oostende             | Gravel     | Yannick Mertens          | 6-7, 6-1, 6-2    | $ 10.000 |
| 5.                       | 18-02-2014 | Antalya              | Hard       | Enzo Couacaud            | 7-5, 6-2         | $ 10.000 |
| Verloren futures         |            |                      |            |                          |                  |          |
| 1.                       | 30-07-2012 | Oostende             | Gravel     | Yannik Reuter            | 3-6, 1-6         | $ 10.000 |
| 2.                       | 22-04-2013 | Heraklion            | Gravel     | Germain Gigounon         | 3-6, 5-7         | $ 10.000 |
| 3.                       | 04-03-2014 | Antalya              | Hard       | Aldin Šetkić             | 3-6, 2-6         | $ 10.000 |
| 4.                       | 23-06-2014 | Breda                | Gravel     | Jason Kubler             | 3-6, 7-6, 3-6    | $ 15.000 |
| Gewonnen juniorenfinales |            |                      |            |                          |                  |          |
| 1.                       | 23-08-2010 | Sint-Katelijne-Waver | Gravel     | Enzo Couacaud            | 6-3, 6-3         | Graad 4  |
| 2.                       | 20-09-2010 | Caïro                | Gravel     | Jeroen Vanneste          | 6-1, 6-2         | Graad 2  |
| 3.                       | 26-09-2011 | Caïro                | Gravel     | Markos Kalovelonis       | 6-2, 6-1         | Graad 2  |
| 4.                       | 23-04-2012 | Beaulieu-sur-Mer     | Gravel     | Jeroen Vanneste          | 6-4, 6-2         | Graad 1  |
| 5.                       | 04-06-2012 | Roland Garros        | Gravel     | Filip Peliwo             | 6-1, 6-4         | Graad A  |
| 6.                       | 25-06-2012 | Roehampton           | Gras       | Laurent Lokoli           | 6-2, 7-6         | Graad 1  |
| 7.                       | 23-07-2012 | Klosters-Serneus     | Gravel     | Frederico Ferreira Silva | 6-2, 6-3         | Graad 1  |
| Verloren juniorenfinales |            |                      |            |                          |                  |          |
| 1.                       | 06-04-2009 | Belek                | Hard       | Alexander Wilton         | 6-7, 4-6         | Graad 5  |
| 2.                       | 01-11-2010 | Sint-Katelijne-Waver | Hard       | Daniel Masur             | 3-6, 3-6         | Graad 4  |
| 3.                       | 28-02-2011 | Potchefstroom        | Hard       | Filip Horanskzy          | 4-6, 6-0, 6-0    | Graad 2  |
| 4.                       | 19-09-2011 | Caïro                | Gravel     | Markos Kalovelonis       | 3-6, 6-7         | Graad 2  |
| 5.                       | 19-03-2012 | Porto Alegre         | Gravel     | Mathias Bourgue          | 3-6, 2-6         | Graad A  |

| Grandslamtoernooien |    |    |    |
| Australian Open     | –  | –  | 1R |
| Roland Garros       | 1R | 1R |    |
| Wimbledon           | –  | –  |    |
| US Open             | –  | –  |    |

### Dubbelspel
| Nr.                      | Datum      | Toernooi             | Ondergrond | Partner           | Tegenstanders in finale                | Score            |          |
| ------------------------ | ---------- | -------------------- | ---------- | ----------------- | -------------------------------------- | ---------------- | -------- |
| Gewonnen futures         |            |                      |            |                   |                                        |                  |          |
| 1.                       | 29-07-2013 | Oostende             | Gravel     | Niels Desein      | Sander Gillé Roger Ordeig              | 6-2, 6-3         | $ 10.000 |
| Gewonnen juniorenfinales |            |                      |            |                   |                                        |                  |          |
| 1.                       | 23-08-2010 | Sint-Katelijne-Waver | Gravel     | Alexander Kokorev | Joseph Van Dooren Jeroen Vanneste      | 7-6, 2-6, [11-9] | Graad 4  |
| 2.                       | 01-11-2010 | Sint-Katelijne-Waver | Hard       | Daniel Masur      | Alexander Kokorev Paul Monteban        | 7-5, 5-7, [11-9] | Graad 4  |
| 3.                       | 07-03-2011 | Potchefstroom        | Hard       | Jeroen Vanneste   | Benjamin Lock Wayne Montgomery         | 6-4, 7-6         | Graad 2  |
| 4.                       | 19-09-2011 | Caïro                | Gravel     | Jeroen Vanneste   | Michal Kianicka Ante Marincić          | 4-6, 6-4, [10-4] | Graad 2  |
| 5.                       | 23-04-2012 | Beaulieu-sur-Mer     | Gravel     | Jeroen Vanneste   | Mikael Torpegaard Hannes Wagner        | 3-6, 6-2, [10-6] | Graad 1  |
| Verloren juniorenfinales |            |                      |            |                   |                                        |                  |          |
| 1.                       | 12-07-2010 | Brussel              | Gravel     | Alexander Kokorev | Romain Bogaerts Germain Gigounon       | 6-7, 3-6         | Graad 4  |
| 2.                       | 17-01-2011 | Přerov               | Tapijt     | Jeroen Vanneste   | Vladyslav Manafov Aleksandre Metreveli | 5-7, 1-6         | Graad 1  |
| 3.                       | 23-05-2011 | Charleroi            | Gravel     | Julien Cagnina    | Thiago Monteiro Bruno Sant'Anna        | 2-6, 2-6         | Graad 1  |
| 4.                       | 26-09-2011 | Caïro                | Gravel     | Jeroen Vanneste   | Jordan Angus Joshua Page               | 4-6, 6-3, [9-11] | Graad 2  |